# Псамафа (супутник)

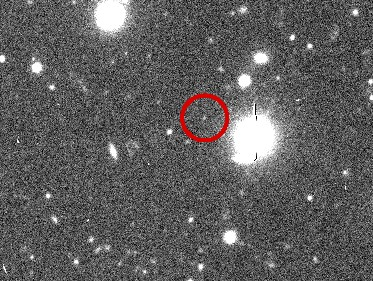
Знімок супутника

Псамафа (дав.-гр. Ψαμάθη)  — нерегулярний супутник планети Нептун із зворотним орбітальним зверненням.
Названа по імені однієї з нереїд з грецької міфології.
Також позначається як Нептун X.

## Історія відкриття
Псамафа була відкрита Скоттом Шеппардом, Девідом Джевіттом, Яном Клейною в результаті спостережень 29 і 30 серпня 2003. Супутник отримав тимчасове позначення S/2003 N 1 Власну назву було присвоєно 3 лютого 2007.

## Характеристики

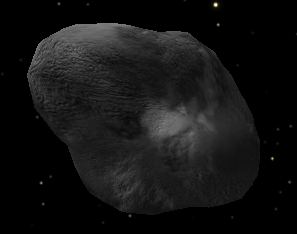
Художнє зображення супутника

За орбітальними параметрами Псамафа має близьку схожість з Несо.
Ці два супутники можуть бути фрагментами існуючого раніше більшого супутника. Орбіта супутника за розмірами порівнянна з геліоцентричними орбітами: в апопосейдії він віддаляється від Нептуна на 67,7 млн км, а Меркурій в афелії віддаляється від Сонця на 70 млн км. Зате період обертання супутника становить майже 25 років.